# Bengt Hesselman
 Ikke at forveksle med Bent Hesselmann.
Bengt Ivar Hesselman (født 21. december 1875 i Stockholm, død 6. april 1952) var en svensk sprogforsker. Han var bror til Henrik og Jonas Hesselman.
Hesselman blev student 1893, Dr. phil. og docent i Uppsala 1902, professor i nordiske sprog ved Göteborgs Högskola 1914, ved Uppsala Universitet 1920. Hesselman har især gjort sig fortjent ved sine studier over svenske dialekter og over nordisk lydhistorie; hans hovedværker er: Stafvelseförlängning och vokalkvalitet (1902), Sveamålen och de svenska dialekternas indelning (1905), De korta vokalerna i och y i svenskan (1909, 1910), Västnordiska studier (1912, 1913). Han udgav i forening med Ruben G:son Berg og Olof Östergren det fortrinlige tidsskrift "Språk och Stil" (I—XX, 1901—20) og sammen med Östergren dets fortsættelse "Nysvenska studier" (1921 ff.). Til Salmonsens Konversations-Leksikon (1. og 2. udgave) har han skrevet afsnittet "Sverige. Sprog". Han var medlem af Svenska Akademien 1935–1952.